# Peter Higgs
Peter Ware Higgs, FRS, FRSE, FKC (n. 29 mai 1929, Newcastle upon Tyne, Anglia, Regatul Unit – d. 8 aprilie 2024, Edinburgh, Scoția, Regatul Unit) a fost un fizician teoretic englez și profesor la Universitatea din Edinburgh, cunoscut pentru elaborarea unei ipoteze, confirmată ulterior prin experimente, privind fenomenele prin care unele particule capătă masă, o particulă implicată în acest fenomen fiind denumită bosonul Higgs, după el. 
În 2004 a primit Premiul Wolf pentru Fizică, iar în 2013 a primit Premiul Nobel pentru Fizică, împreună cu François Englert, pentru „descoperirea teoretică a unui mecanism care contribuie la înțelegerea originii masei particulelor subatomice, care a fost recent confirmată prin descoperirea particulei fundamentale prezise, în experimentele ATLAS și CMS, la Large Hadron Collider de la CERN”.